# Jéromine Mpah-Njanga
Jéromine Mpah-Njanga (Arpajon, 31 de octubre de 1994) es una deportista francesa que compite en esgrima, especialista en la modalidad de florete.
En los Juegos Europeos de Bakú 2015 obtuvo una medalla de plata en la prueba por equipos. Ganó una medalla de bronce en el Campeonato Europeo de Esgrima de 2016.

## Palmarés internacional
| Juegos Europeos    | Juegos Europeos   | Juegos Europeos   | Juegos Europeos     |
| Año                | Lugar             | Medalla           | Prueba              |
| ------------------ | ----------------- | ----------------- | ------------------- |
| 2015               | Bakú (Azerbaiyán) | Medalla de plata  | Florete por equipos |
| Campeonato Europeo |                   |                   |                     |
| Año                | Lugar             | Medalla           | Prueba              |
| 2016               | Toruń (Polonia)   | Medalla de bronce | Florete por equipos |